# 知多市立旭南小学校
知多市立旭南小学校（ちたしりつきょくなんしょうがっこう）は、愛知県知多市金沢にある公立小学校。

## 概要
- 校区は新舞子（大口、大瀬、粧イ坂、明知山並び、落（一部）、出口（一部）、南西田（一部）、竜（一部）、大草、金沢（一部）、旭南1-6丁目、神田1-3丁目、旭5・6丁目である。公立中学校に進学する場合は知多市立旭南中学校に進む[1]。
- 知多市南部（旧・知多郡旭町南部）の小学校である。

## 沿革
現在の旭南小学校は、1961年に知多町立旭南小学校〈旧〉、知多町立旭南小学校新舞子分校、知多町立旭東小学校〈旧〉を統合し、旧・知多町立旭中学校を校舎にして新たに開校した小学校である。旭東小学校は統合された後、1981年に知多市立旭東小学校として再独立している。ここでは知多町立旭南小学校〈旧〉についても記述する。
知多町立旭南小学校〈旧〉は知多郡知多町金沢字郷中187（当時）、知多町立旭南小学校新舞子分校は知多郡知多町大草字間瀬口55（当時）に存在した。

### 知多町立旭南小学校〈旧〉
- 1874年（明治7年） - 金沢学校として開校。
- 1876年（明治9年） - 北粕谷学校と南粕谷学校に分離する。
- 1878年（明治11年）12月28日 - 羽根村、北粕谷村、南粕谷村、大興寺村、大草村が合併し、金沢村となる
- 1881年（明治14年） - 金沢村が金沢村、南粕谷村、大興寺村、大草村に分立する。
- 1887年（明治20年） - 北粕谷学校、南粕谷学校、大興寺学校を統合し、尋常小学金沢学校となる。
- 1889年（明治22年）10月1日 - 金沢村、南粕谷村、大興寺村、大草村が合併し、金沢村が発足。
- 1900年（明治33年） - 新校舎が完成する。
- 1906年（明治39年）4月10日 - 金沢村と日長村と合併し旭村が発足する。
- 1909年（明治42年） - 旭南尋常小学校に改称する。
- 1910年（明治43年） - 校舎を増築する。
- 1918年（大正7年） - 実業補習学校を併設する。
- 1928年（昭和3年） - 高等科を設置し、旭南尋常高等小学校に改称する。
- 1941年（昭和16年）4月1日 - 旭南国民学校に改称する。
- 1945年（昭和20年） - 校舎を増築する。
- 1947年（昭和22年）4月1日 - 旭村立旭南小学校に改称する。
- 1952年（昭和27年）4月1日 - 旭村が町制施行し、旭町となる。同時に旭町立旭南小学校に改称する。
- 1954年（昭和29年）4月 - 新舞子分校[注釈 1]を設置する。新舞子分校は新舞子地区の1-4年生が通学する。
- 1955年（昭和30年）4月1日 - 八幡町、岡田町、旭町が合併し、知多町が発足。同時に知多町立旭南小学校〈旧〉に改称する。
- 1956年（昭和31年）4月 - 新舞子分校はの1-5年生の通学となる。
- 1961年（昭和36年）3月 - 統合により廃校。

### 知多市立旭南小学校
- 1961年（昭和36年）4月 - 旭南小学校〈旧〉、旭南小学校新舞子分校、旭東小学校〈旧〉を統合し、知多町立旭南小学校〈新〉となる。校舎は旧・知多町立旭中学校校舎を使用する。
- 1965年（昭和40年） - 屋内運動場が完成する。
- 1970年（昭和45年）9月1日 - 知多町が市制施行し知多市となる。同時に知多市立旭南小学校に改称する。
- 1972年（昭和47年） - 新校舎（鉄筋コンクリート造）が完成する。
- 1975年（昭和50年） - 管理棟が完成する。
- 1976年（昭和51年） - 校舎を増築する。
- 1978年（昭和53年）4月 - 知多市立南粕谷小学校を分離する。
- 1981年（昭和56年）
  - 4月 - 知多市立旭東小学校を分離する。
  - 6月 - プールが完成する。

## 交通アクセス
- 名鉄常滑線新舞子駅下車、徒歩約12分。

## 周辺施設
- 知多市立旭南中学校
- 知多市老人福祉センター
- 大草公園
  - 大草城
- 名鉄常滑線新舞子駅